# 田慧中 (脊柱外科医生)
田慧中（1925年2月或1928年2月—2024年12月1日），山东禹城人，中华人民共和国脊柱外科创始人之一，新疆骨科的奠基人，享受国务院政府特殊津贴专家，中国共产党党员。田慧中从河南大学医学院后，于1950年前往新疆省，先于中国人民解放军新疆军区担任军医，1957年后在新疆建工医院（今新疆医科大学第六附属医院）工作，历任主治医师、副主任医师、主任医师，新疆医科大学第六附属医院骨科主任、名誉院长。兼任新疆维吾尔自治区脊柱外科研究所所长、中华医学会新疆骨科分会常务委员、中华医学会乌鲁木齐外科分会顾问、《中国脊柱脊髓康复杂志》编委会委员等职。
田慧中主要从事脊柱外科和骨科医疗和研究工作，亲自操刀超过1.3万例外科手术，主刀完成中国大陆首例强直性脊柱后凸截骨术、第二例断肢再植手术等。基于临床实践和研究，田慧中发明出田氏脊柱骨刀等新工具，并将自己的临床经验、手术技巧等编撰为至少35部专著。

## 生平

### 早年生涯
1920年代，田慧中出生在山东省禹城县（今禹城市）的一个医生世家。在身为医生的祖父与父亲的影响下，田慧中也选择了从医，大学选择在
河南大学医学院就读。1948年，田慧中从大学毕业。毕业后的田慧中回到山东省，在济南市的一家医院实习。但不多时受到第二次国共内战的影响，医院迁到湖南长沙。但随着战火蔓延至湖南，医院决定解散，田慧中不得不失业在家。
1950年，中国人民解放军新疆军区、新疆省人民政府开始招聘科技人员参军。于是田慧中选择入伍，成为中国人民解放军的普外科军医，在中国人民解放军新疆军区卫生部医疗队任职，后担任中国人民解放军新疆军区战车团卫生所代所长。1954年到1957年，田慧中先后在中国人民解放军新疆军区工程处休养所、新疆生产建设兵团兵团建筑工程第一师医院就职。期间，田慧中向新疆医学院骨科主任乔若愚拜师，并自学英语以便阅读英文骨科著述。

### 临床生涯
从医后，田慧中面对强直性脊柱炎后凸畸形患者只能以“不治之症”答复，这被田慧中视为外科医生的耻辱。所以自1950年代末起，田慧中开始钻研利用不同薄刃骨刀在脊柱上做楔形截骨切除、刨槽等工作。1957年新疆建工医院（今新疆医科大学第六附属医院）成立，田慧中前往新疆建工医院就职，同时开始专攻骨科。1961年，田慧中参照史密斯-彼得森的手术方法，利用自己设计薄刃骨刀完成中华人民共和国第一例强直性脊柱后凸截骨术。1964年，田慧中开始研究脊柱侧弯，并开始设计制作相关手术器械。然而时逢文化大革命，田慧中的创造无法继续，成了走“白专”道路的典型，被扣上“反动学术权威”的帽子。又因阅读外文书籍，被扣上“里通外国”、“洋奴哲学”的帽子。即便如此，田慧中也没有停止学习的脚步。
同时，田慧中并未彻底停止临床手术工作。1974年9月，一名乌鲁木齐市卡子湾水泥厂的工人在工作中被机器切断左脚。田慧中接到病人后，历经14小时完成断肢再植手术。这是新疆首例、中国大陆第二例完成的断腿再植手术，新疆的显微外科自此开始发展。1979年，双髋关节坏死18年的患者找到了田慧中。9月，田慧中为其置换为陶瓷髋关节，完成新疆首例陶瓷髋关节置换术。另外，田慧中也是中国西北地区首位完成骨盆置换术的医生。1979年，田慧中设计发明的田氏脊柱骨刀问世。
1980年起，田慧中开始专攻脊柱脊髓外科，除继续利用自己首创的全脊柱截骨术矫正后凸畸形外，还将其用在矫正重度脊柱侧弯上。1980年11月，田慧中完成新疆首例脊柱侧弯手术。这时期，田慧中设计发明田氏分叉棍，将脊柱侧弯矫正率从30-40%提升至50%以上。1985年10月，中国大陆首个脊柱研究所——新疆维吾尔自治区脊柱外科研究所在田慧中的努力下成立，田慧中任新疆维吾尔自治区脊柱外科研究所所长。同年，田慧中加入中国共产党。由于纯器械无法达到彻底矫正，田慧中的临床研究转向“牵引、截骨加器械矫治脊柱弯曲”。基于此田慧中设计头盆环牵引治疗脊柱畸形的手术方法。
1990年，田慧中赴香港参加骨科会议，会中田慧中介绍了田氏脊柱骨刀行全脊柱截骨矫正侧凸。同年，东京大学医学部黑川高秀等人前往中国参观田慧中利用田氏脊柱骨刀进行全脊柱截骨、分叉钩棍的应用等手术。次年，田慧中受邀前往日本，在东京大学、弘前大学等地作学术报告，被东京大学聘为客座研究员、弘前大学客座教授。自此，田慧中多年数次前往日本讲学、示教。1991年，田慧中开始享受国务院政府特殊津贴。
田慧中一生亲自操刀超过1.3万例各类外科手术，其中近2500例为脊柱畸形截骨矫形术。

### 晚年逝世
1997年，田慧中退休。退休后的田慧中并未彻底离开医院，继续查房、坐诊、培养学生，也会讲课、发表论文、编撰专著等。1997年开始，田慧中又指导中国医科大学脊髓损伤研究所建立起包括大连脊柱中心、高州脊柱中心、阳江脊柱中心、佛山脊柱中心在内的脊柱中心，并在中国大陆基层医院建立起至少30个手术点。自2000年起，田慧中协助在广东省高州市、广东省阳江市、广东省佛山市、新疆维吾尔自治区乌鲁木齐市连续五届举办中日脊柱外科国际研讨会暨学习班。
2024年12月1日，田慧中因病在乌鲁木齐市逝世。

## 成果

### 创新工具
田氏脊柱骨刀是田慧中的主要设计发明之一，自1979年问世，经过超过50年的临床应用，田氏脊柱骨刀已从Ⅰ型发展成Ⅶ型。田慧中在首届全国骨科创伤会议中，作了用田氏脊柱花刀经后路进行脊髓前减压术的报告。会后脊柱外科专家吴之康邀请田慧中在中国人民解放军总医院展示田氏脊柱花刀的应用。在吴之康的指导下，田氏脊柱花刀发展到Ⅱ型，同时更名为田氏脊柱骨刀。此后，日本瑞穗株式会社（ミズホ株式会社）又将其发展到Ⅲ型，向日本、美国等国家销售。之后又发展出便携、便宜的Ⅵ型田氏脊柱骨刀。在Ⅵ型田氏脊柱骨刀后又发展、改进出Ⅶ型田氏脊柱骨刀。Ⅶ型田氏脊柱骨刀主要适应证包括强直性脊柱炎脊柱后凸截骨矫形术、结核性角状脊柱后凸截骨矫形术等。
除田氏脊柱骨刀外，田慧中还先后设计田氏分叉棍、小儿头盆环牵引系列器械等手术器具。

### 出版物
田慧中编撰完成至少35部专著，包括（包括合著）《脊柱外科论文集》（新疆人民出版社，1987年）、《脊柱畸形外科学》（新疆科技卫生出版社，1994年）、《脊柱畸形与截骨术》（世界图书出版公司，2001年）、《骨科手术要点与图解》（人民卫生出版社，2009年）、《颈椎手术要点与图解》（人民卫生出版社，2010年）、《胸腰椎手术要点与图解》（人民卫生出版社，2012年）、《儿童脊柱矫形手术学》（广东科技出版社，2016年）、《脊柱截骨矫形学》（广东科技出版社，2018年）、《Spinal Osteotomy Orthopaedics》（Southern Publishing and Media、Guangdong Science & Technology Press，2021年）等，其中田慧中主编的《脊柱外科论文集》是中国大陆首部脊柱外科专著，同样为其主编的《脊柱畸形外科学》是中国大陆首部脊柱畸形外科教科书。另外，田慧中至少发表过66篇论著。